# Hickory Hill
|  | No s'ha de confondre amb Hickory Hills (Mississipi). |

Hickory Hill és una població a l'estat de Kentucky dels Estats Units d'Amèrica.

## Demografia
Segons el Cens dels Estats Units del 2000 Hickory Hill tenia 144 habitants, 53 habitatges, i 44 famílies. La densitat de població era de 1.853,3 habitants/km².
Dels 53 habitatges en un 41,5% hi vivien nens de menys de 18 anys, en un 77,4% hi vivien parelles casades, en un 5,7% dones solteres, i en un 15,1% no eren unitats familiars. En l'11,3% dels habitatges hi vivien persones soles el 3,8% de les quals corresponia a persones de 65 anys o més que vivien soles. El nombre mitjà de persones vivint en cada habitatge era de 2,72 i el nombre mitjà de persones que vivien en cada família era de 2,98.
Per edats la població es repartia de la següent manera: un 25,7% tenia menys de 18 anys, un 4,2% entre 18 i 24, un 22,9% entre 25 i 44, un 29,9% de 45 a 60 i un 17,4% 65 anys o més.
L'edat mediana era de 43 anys. Per cada 100 dones de 18 o més anys hi havia 98,1 homes.
La renda mediana per habitatge era de 65.000 $ i la renda mediana per família de 65.417 $. Els homes tenien una renda mediana de 63.750 $ mentre que les dones 28.750 $. La renda per capita de la població era de 26.226 $. Cap de les famílies estaven per davall del llindar de pobresa.

## Poblacions properes
El següent diagrama mostra les poblacions més properes.